# Лев VI
Лев VI Му́дрый или Фило́соф (греч. Λέων ΣΤ' ο Σοφός, Leōn VI) (19 сентября 866 — 11 мая 912) — византийский император (886—912) из Македонской династии. Своё прозвище получил за сочинение трактатов (в том числе о военном деле «Тактика Льва»), стихов и речей, а также за завершение начатого ещё его отцом Василием I Македонянином свода законов на греческом языке, называемых «Базилики», комментариев и дополнений к нему.

## Биография

### Приход к власти
Мать Льва VI, Евдокия Ингерина, была любовницей императора Михаила III и женой кесаря Василия Македонянина. Кто был отцом Льва, неизвестно: Василий признал его своим сыном, но относился к нему сдержанно и недоброжелательно, подозревая в нём незаконнорождённого сына Михаила III. В ночь с 23 на 24 сентября 867 года Василий Македонянин сверг Михаила III и захватил престол. В 879 году умер Константин, старший сын Василия I Македонянина, и Лев стал наследником престола. Пользуясь подозрительностью узурпатора, придворный Сантаварин донёс на Льва, будто тот собирается убить отца и носит для этого засапожный нож. На охоте Василий I попросил кинжал, и Лев вынул из сапога свой. Василевс приказал заключить наследника под стражу и ослепил бы его, но советники отговорили императора от этого.

20 июля 886 года Лев был отпущен и полностью реабилитирован. Его сын Константин Багрянородный рассказывает по этому поводу замечательный анекдот:
«В дворцовых покоях, в подвешенной плетеной клетке обитал попугай, который нередко выкрикивал: «Ай, ай, Лев - господин». Однажды во время пира у царя, птица несколько раз повторила эти слова. Пригорюнились пирующие, отстранились от угощения, сидели в задумчивости. Обращаясь к ним, царь спросил, почему они отказываются от яств. Они же с полными слез глазами ответствовали: «Какую пищу станем мы есть, люди вроде бы разумные и господину преданные, если голос этого неразумного создания порицает нас, так как зовет своего господина, в то время как мы тут роскошествуем и забыли того, кто ничем не оскорбил величество. Если он уличен в том, что занес десницу над отцовской головой, мы убьем его своими руками и насытимся его кровью, если же он оправдался от обвинения, то доколе будет брать над ним верх язык доносчика!» Тронутый этими речами, царь велел им успокоиться и обещал расследовать дело, а вскоре, вспомнив свою природу, освободил сына из-под стражи, допустил к себе, велел сменить скорбные одежды, постричь буйно разросшиеся в несчастье волосы, вернул ему прежний ранг и достоинство в государстве»
В юности Лев любил прогуливаться по ночам в Константинополе, проверяя бдительность стражников и радовался, когда его в бедных одеждах отправили в тюрьму.
29 августа 886 года Василий I Македонянин погиб на охоте, сказав на смертном одре, что пал жертвой заговора.

### Внутренняя политика

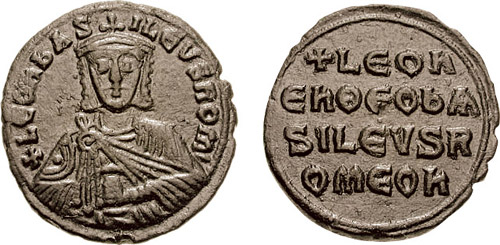
Монета-фоллис Льва VI с изображением императора

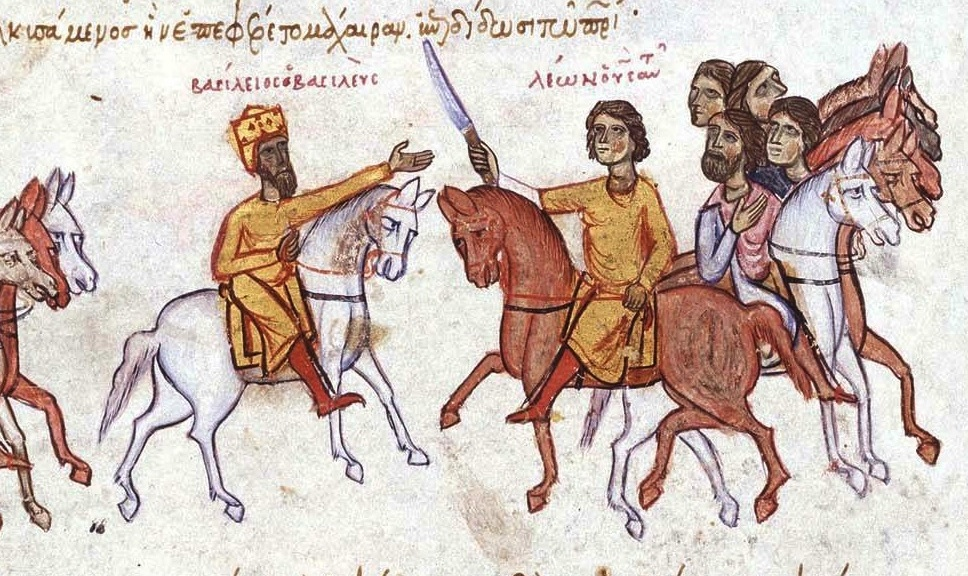
Лев подаёт Василию кинжал. Миниатюра из «Обозрения истории» Иоанна Скилицы

Первым делом Лев VI перезахоронил останки императора Михаила III в Константинополе, поскольку был незаконнорождённым сыном Михаила III или хотел таковым слыть. В поисках политической поддержки и стремясь подчинить церковь, он низложил патриарха Фотия и возвёл на патриаршество своего 18-летнего брата Стефана. Поскольку Стефан I умер в 893 году, Лев VI заменил его ставленником рода Заутца Антонием II, а после смерти последнего в 901 году — своим сановником Николаем I Мистиком
На Востоке необходимость венчания была установлена законом императора Льва 893 г (Покровский, Основные проблемы гражданского права, 1918. Раздел о брачных отношениях).
Средневековый историк сообщает об армянофилии Льва VI.

### Внешняя политика

#### Войны с болгарами и арабами
Лев VI не был столь удачлив в войнах как Василий I Македонянин. В самом начале правления против Льва восстал герцог Беневента, император послал армию, но она была разбита под Бари в 887 году. Однако вскоре Никифор Фока Старший разгромил мятежного правителя. Он начал войну с болгарским царём Симеоном I (894 год) и потерпел поражение. В 894 году Лев VI пригласил мадьяр напасть на болгар с севера, но в 896 году в решающей битве при Булгарофигоне был разбит, и ему пришлось возобновить выплату ежегодной дани Болгарии.
На востоке, в 888 году, арабы захватили крепость Ипсилу, а в августе 898 года, византийский флот был потоплен евнухом халифа у Малой Азии, через 3 года, у берегов Мессины. В это же время Никифор Фока Старший организовал удачную экспедицию, захватив добычу и множество пленных, и миновал засаду у Тавра.
1 августа 902 года арабы захватили последний оплот империи в Сицилии — Тавромений. В 904 году Андроник Дука разбил арабский флот у Марата. В том же году перешедший в ислам Лев Триполийский с арабскими пиратами разграбил Фессалоники.
6 октября 906 года, логофет Имерий уничтожил арабский флот, это было одной из последних побед греков. Уже в 912 году поход Имерия на Крит был разгромлен в битве у Самосы.
В самом конце правления Льва, Млех-Млентц, крупный армянский динат, снарядив на свой страх и риск солдат отвоевал за несколько лет приличную территорию, где была образована новая фема, стратигом которой он и стал.

#### Война с Русью
По русской летописи, в 907 году русский князь Олег осаждал Константинополь и прибил свой щит на врата Царьграда, но византийские хроники, подробно повествующие о походах Руси 860 и 941 годов, не упоминают о походе Олега, поэтому многие историки склонны считать этот поход легендой.
Лев VI заключил с Олегом торговый договор от 2 сентября 911 года, являющийся первым упоминанием о Руси как государстве. В более ранних источниках это слово служило лишь обозначением купцов и воинов с Севера.

### Четыре брака Льва VI и споры с церковью из-за наследника
В первый раз Лев VI женился после смотра невест в 882 году на Феофано. Брак этот был обусловлен лишь волей Василия I, однако Льву VI пришлось прожить с ней до 895 или 896 года, когда Феофано умерла и была причислена к лику святых. После её смерти Лев VI женился в 898 году на Зое Заутца, умершей в 899 году. Не имея наследников, император женился в третий раз на Евдокии Ваяне, но она скончалась при родах в 901 году. Рождённый ею сын, Василий, также вскоре скончался.
Лев стал сожительствовать с Зоей Карбонопсиной (что значит «Углеокая»), брак (4-й), который был невозможен по законам церкви. Впоследствии это привело к отлучению императора от Церкви.
11 мая 903 года, некий человек в храме святого Мосия ударил императора палицей, в результате чего император чуть не погиб. Увидев окровавленного Льва, многие окружавшие его чиновники в панике бежали, в том числе и патриарх. Придя в себя, император страшно разгневался на недостойное поведение главы церкви. Николай Мистик стал более послушным и некоторое время спустя благословил чрево беременной Зои Карбонопсины.
В мае 905 года у них родился сын Константин Багрянородный, которого патриарх Николай Мистик согласился окрестить лишь 6 января 906 года, а ещё через несколько месяцев придворный священник Фома против воли патриарха обвенчал Льва VI и Зою. За это патриарх запретил Льву VI входить в церковь и тому пришлось присутствовать на службе в митатории — помещении на южной стороне храма Святой Софии, где императоры отдыхали после службы. Однако Лев VI сумел и в столь незавидном положении показать себя в выгодном свете, вызвав сочувствие духовенства и синклита. Несколько раз перед главным входом в храм святой Софии разыгрывалась тягостная сцена, когда император со слезами на глазах упрашивал его впустить, а патриарх преграждал ему путь. Василевс обратился за поддержкой к другим христианским церквам, и византийский посол Лев Хиросфакт почти сразу получил положительный ответ. Николай обещал снять епитимью на Рождество, но так и не сделал это. Наконец, 1 февраля 907 года император долго убеждал патриарха на пиру признать его брак. Убедившись, что всё тщетно, он сослал его, обвинив в связи с мятежником Андроником Дукой, и поставил патриархом игумена Евфимия, который, наконец, признал брак законным.
В 908 году Лев VI короновал трёхлетнего Константина как соимператора, чтобы упрочить позиции своего юридически незаконнорождённого сына.
Умирая в 912 году от болезни желудка, Лев VI передал трон брату Александру.

## Сочинения
Лев VI был учеником патриарха Фотия и известен как церковный оратор и поэт. Им написаны 11 евангельских стихир на недельных утренях, созданных на основе перефразирования утренних евангельских чтений; стихир на Лазареву субботу и ряд других. Одним из самых замечательных его произведений является стихира: «Приидите, людие, Триипостасному Божеству поклонимся…», излагающая в краткой форме главное содержание тринитарного догмата.
Льву VI приписываются пророческие стихи и некоторые короткие гадательные тексты, так называемые «Оракулы Льва Мудрого» (Oracles of Leo the Wise; Oracula Leonis), предсказывающие будущее мира.
Этому же автору приписывается создание византийского сборника военных поучений «Тактика Льва». В основе трактата лежат сведения, почерпнутые из античных наставлений по военному делу. Согласно А. Дэну, «Тактика Льва» считается наиболее распространённым из всех памятников византийской военной литературы.

## В кино
- Золотой век (Златният век) — режиссёр Любен Морчев (Болгария, 1984).